# Port-Cartier
Port-Cartier est une ville québécoise, au Canada, située au nord du 50e parallèle dans la région administrative de la Côte-Nord, précisément dans la municipalité régionale de comté des Sept-Rivières. Traversée par la route 138, la ville était autrefois nommée Shelter Bay.

## Toponymie
Bien que le nom de Port-Cartier peut rappeler l'explorateur Jacques Cartier, le nom de la ville fait bien plus référence à la Quebec Cartier Mining, qui a exploité les gisements de fer de Gagnon et qui exploite maintenant ceux de Fermont.

## Géographie

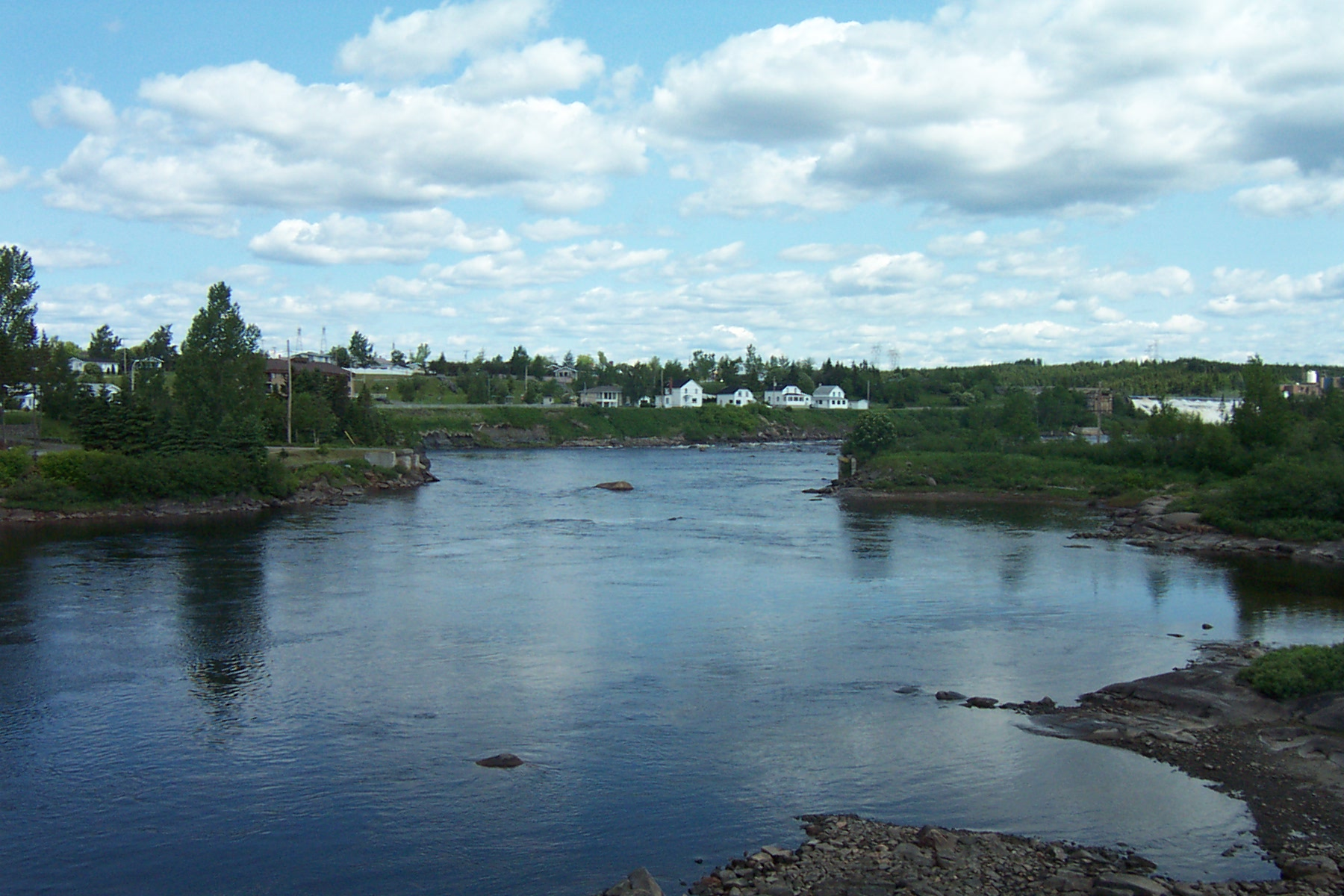
Vue du pont des Îles.

Port-Cartier est sise sur la rive de la Côte-Nord, pratiquement à cheval sur le 50e parallèle nord. La ville est divisée en deux parties – Port-Cartier Est et Port-Cartier Ouest – par un court delta formé par la rivière aux Rochers et la rivière Dominique (territoire de chasse et de pêche de Pierre Ti-Basse Saint-Onge), un delta comptant quelques îles.
Les îles ne sont pas habitées, mais font office de parc municipal. On peut y voir les restes d'un ancien barrage sur la rivière aux Rochers, de fondations éparpillées sur l'île Patterson, d'un vieux pont de l'île Patterson à l'île aux Starlettes, et d'un quai à l'île aux Starlettes. Ces ouvrages furent réalisés pour l'ancienne scierie. Il y a aujourd'hui un parc pédestre sur l'île Patterson, un café socioculturel sur l'île McCormick, le Café-théâtre Graffiti, et un camping adjacent à la rivière Dominique.
Shelter Bay est la plus ancienne partie de Port-Cartier. Le quartier est situé dans la partie sud de Port-Cartier Ouest. L'hôtel de ville et l'église Sacré-Cœur y sont situés. Le centre d'achat intérieur est situé à proximité, de même que l'école Mère-d'Youville.
Le reste de Port-Cartier Ouest comporte une partie nord s'étendant jusqu'à la route 138 (et incluant le quartier Nouveau-Développement, à l'ouest de la rue Shelter Bay – qui, incidemment, n'est pas située à l'intérieur de Shelter Bay). Cette partie inclut l'école secondaire de Port-Cartier, le centre éducatif L'Abri, qui fait également office de centre sportif incluant un gymnase, une piscine intérieure, une patinoire intérieure, un centre de tennis extérieur, un dojo pour pratiquer le judo et une bibliothèque.
Port-Cartier Ouest s'étend aussi au nord de la route 138 dans un « parc » de maisons mobiles (le parc Brunel). Depuis quelques années, le poste de police de la Sûreté du Québec est situé à l'entrée du parc Brunel, sur la route 138.
Port-Cartier Est comporte un centre sportif plus modeste avec un gymnase et un terrain de baseball (qui fait office de patinoire extérieure durant l'hiver). Il y a une plage publique – la plage des Rochelois – où on peut s'y baigner et aussi voir les restes d'un navire grec, le Lady Era qui s'est échoué dans la baie peu profonde faisant face à la plage le 1er décembre 1977.
Encore plus à l'est s'étend le parc industriel, qui concentre pratiquement toutes les activités industrielles de Port-Cartier. À l'extrémité du parc industriel se situent l'usine de pâtes et papiers, les installations d'ArcelorMittal Canada, du quai, du port et du silo à grain.
Tous ces quartiers sont joints par une seule route, le boulevard des Îles (qui porte le nom de Portage-des-Mousses à l'est des rivières), qui s'étend en parallèle de la route 138.
Il y a quelques maisons et chalets situés plus à l'ouest près de la route 138, notamment à Rivière-Vachon. La municipalité exploite depuis des années une base de plein-air, la base de Plein-Air les Goélands, à l'ouest de la rivière Vachon.
Depuis 2005, la municipalité de Port-Cartier comporte également plusieurs nouveaux quartiers à une trentaine de kilomètres à l'ouest de la ville depuis la fusion avec Rivière-Pentecôte. Les quartiers sont tous situés près de la route 138, le long de la rive, et incluent Baie-des-Homards, Pentecôte, Rivière-Pentecôte et Pointe-aux-Anglais, où une expédition anglaise en Nouvelle-France coula.
Depuis 2008, la ville s'est quelque peu agrandie par suite d'une crise du logement. La Ville a entrepris de vendre certains terrains à plusieurs endroits afin de promouvoir le développement immobilier. Au total, une trentaine de nouvelles maisons furent construites, de même que deux nouvelles rues et d'un terrain de soccer synthétique. Les travaux devraient être terminés durant l'été 2010. Le parc de maisons mobiles Dominique sera aussi restauré afin de pouvoir y accueillir de nouveaux résidents.
Une église (Saint-Dominique) fut également convertie en école de métiers afin de retenir plus de jeunes en ville.

## Histoire

### Fondation du village de Shelter Bay
La région de Port-Cartier fut d'abord « découverte » par l'explorateur français Samuel de Champlain en 1603, le même explorateur qui fondera plus tard les établissements de Tadoussac et de Québec. À la vue du delta formé par les deux rivières qui coulent entre plusieurs îles au rivage rocheux (aujourd'hui au cœur de Port-Cartier), Samuel de Champlain nomma cette région « Rivière-aux-Rochers ». Ce nom est encore utilisé aujourd'hui, mais désigne la plus grande des deux rivières, l'autre rivière portant le nom de Rivière Dominique.
Les origines de Port-Cartier à proprement parler remontent à 1918, alors que fut fondé le village de Shelter Bay, du nom du bureau de poste ouvert en 1916. Le village fut fondé à l'initiative du colonel Robert R. McCormick, alors propriétaire du Chicago Tribune, qui y fonda une scierie afin d'alimenter en bois l'usine fournissant le papier journal au quotidien américain. Une usine d'écorçage fut également établie par l'Ontario Paper Company. Les activités de ces entreprises cessèrent en 1955 en raison d'une limitation des droits de coupe dans la région.

### Naissance et essor de Port-Cartier
Durant les années 1960, Port-Cartier connut un essor économique certain avec la venue, en 1957, de la Quebec Cartier Mining (alors filiale de la compagnie américaine United Steel, qui est fait aujourd'hui partie d'ArcelorMittal). Ce fut l'époque de la construction d'une ligne de chemin de fer vers la mine de fer du lac Jeannine (qui fut plus tard étendu vers la mine de Mont-Wright et la ville de Fermont). À cette époque, la Compagnie développa un port en eau profonde creusé dans le roc afin d'exporter le minerai de fer, sous forme de concentré, vers les marchés mondiaux. En 1968, une autre compagnie construisit un élévateur à grain à proximité du port. Le grain peut ainsi être transbordé de bateaux provenant des Grands Lacs sur de plus grands vaisseaux faisant cap sur l'Atlantique.
Le développement initial du quartier de Port-Cartier-Est fut développé à cette époque. Il s'étend à l'est de la rivière Dominique, donc à l'est de la rivière aux Rochers et de Shelter Bay. Un centre sportif, le centre sportif Cartier, fut également fondé avec une piscine extérieure qui n'est plus en usage aujourd'hui. Le terrain de baseball adjacent est encore utilisé et fait office de patinoire extérieure durant l'hiver.
Durant les années 1970, la compagnie ITT Rayonier construisit une nouvelle usine destinée à la production de pâte à papier dissoute à la sulfite (1972-1974) et développe un vaste réseau de routes forestières qui existent encore à ce jour[Quand ?], notamment dans la Réserve Faunique Port-Cartier-Sept-Îles (au nord de Port-Cartier).
En 1976, un consortium entre la compagnie minière d'État Sidbec-Dosco, British Steel et la Compagnie Minière Québec Cartier débuta l'exploitation du gisement de fer de Fire Lake (près de la ville de Gagnon), et construisit une usine de bouletage du minerai de fer à Port-Cartier. La production de boulettes est exportée en partie vers les installations sidérurgiques de Sidbec à Contrecœur, achevant ainsi une transformation secondaire au Québec.
La ville a alors pris une expansion considérable à Port-Cartier Est et Port-Cartier Ouest, où elle a dépassé les frontières de Shelter Bay. La piste d'atterrissage est déplacée plus au nord afin de faire place à un nouveau quartier (le « Nouveau Développement »). 14 000 personnes vivent alors à Port-Cartier, et la ville est criblée de plusieurs blocs appartements construits rapidement pour accommoder le boom de la population durant la phase de construction de Sidbec et de Rayonnier. Une école secondaire est construite afin de remplacer les installations désuètes de l'école Tortellier (en fait, un assemblage de roulottes temporaires adjacentes à l'école D'Youville reliées d'un bout à l'autre et dont les brèches dans le toit forcent l'utilisation de seaux). La demande obligeant, l'école Tortellier continuera pourtant d'être occupée par la maternelle, première et deuxième année de Port-Cartier Ouest pendant la première moitié des années 1980.

### Les années de vaches maigres

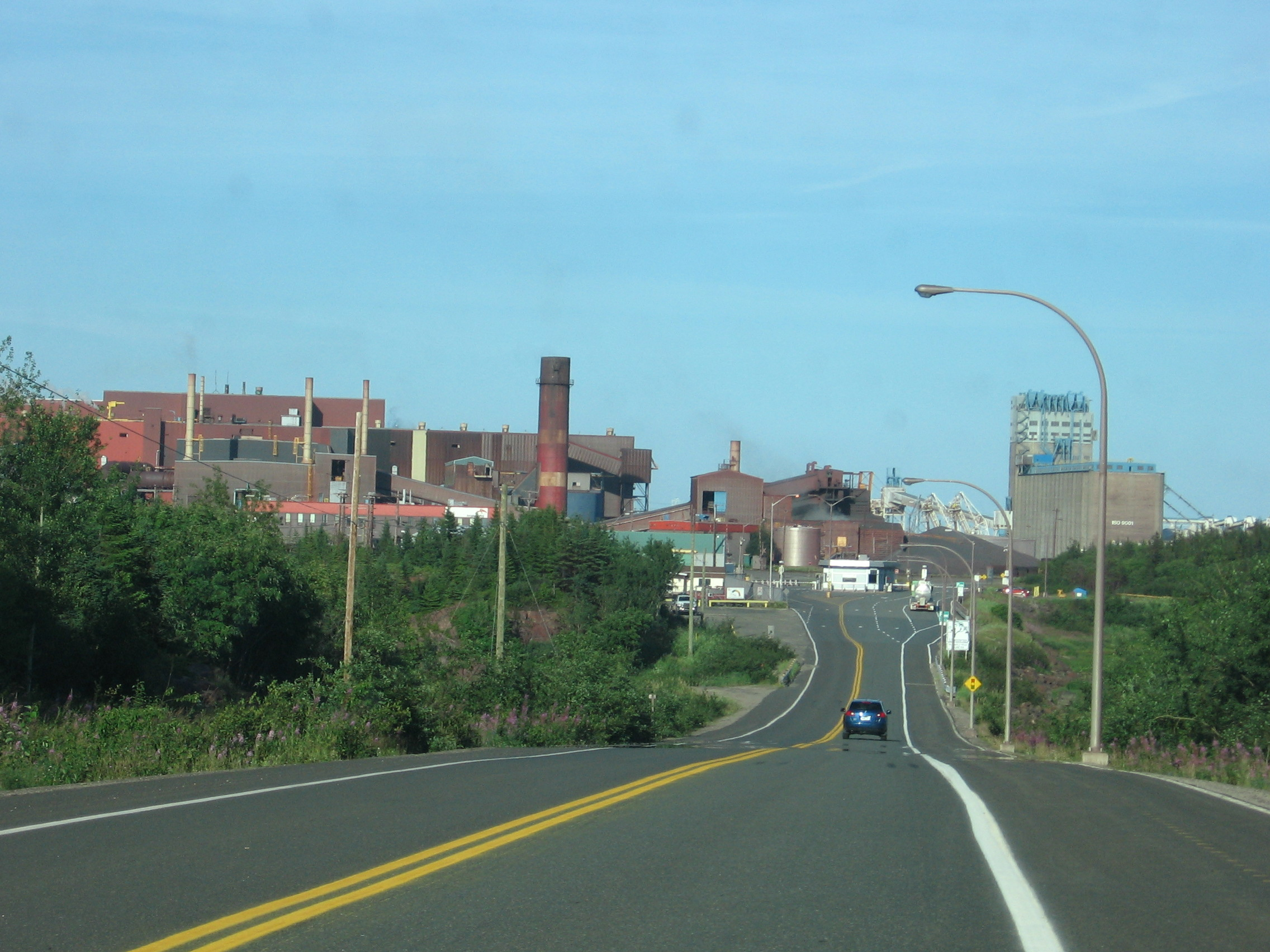
Vue de l'usine Québec Cartier.

La chute du prix du fer et la fermeture de Rayonnier au début des années 1980 donne un coup dur à l'économie port-cartoise. La population diminue de moitié et se stabilise ensuite à près de 7 000 habitants. Sidbec-Normines suspend ses opérations à l'usine de bouletage - la Compagnie Minière Québec Cartier louera l'usine de bouletage de Sidbec-Normines pour la somme symbolique de $1 en 1985 seulement.
Port-Cartier connaît alors des années de vaches maigres. Plusieurs des blocs appartements sont condamnés et demeureront inoccupés pendant des années - après une décennie, plusieurs (ceux situés près de la rue Shelter Bay et du boulevard Lemoine) seront détruits. Plusieurs maisons (dont la valeur a chuté de manière spectaculaire) sont abandonnées aux banques et demeurent désertes durant une bonne partie des années 1980.
En 1985, lors d'un passage à Port-Cartier, le député fédéral conservateur et premier ministre du Canada, Brian Mulroney, annonce que le pain noir des Port-Cartois est terminé (besoin d'une citation) et fait l'annonce de l'implantation d'un pénitencier à sécurité maximale au nord de Port-Cartier, près de l'aéroport et des installations d'entretien de la voie ferrée. Plus tard, en 1988, un consortium formé de la société d'État Rexfor et de la papetière Cascades achète l'usine de ITT-Rayonnier et relance l'usine. L'usine sert alors à la production de pâte chimico-thermo-mécanique blanchie au lieu de la pâte dissoute à la sulfite - une partie de l'usine ne sera pas utilisée, et conséquemment, celle-ci emploiera beaucoup moins de gens qu'à l'époque de ITT. Le vaste garage de l'usine est plus tard utilisé par une nouvelle entreprise, Maghemite, qui cherche à exploiter certains résidus miniers provenant de Québec Cartier. L'entreprise fermera quelques années plus tard.
Les années 90 sont marquées par la poursuite de l'incertitude économique qui a débuté durant les années 80. En 1990, la Compagnie minière Québec Cartier passe aux mains de la canadienne Dofasco, avec la japonaise Mitsui et la brésilienne CAEMI en tant qu'actionnaires minoritaires. En 1991, le moulin à papier de Cascades/Rexfor cesse ses opérations. Cascades Port-Cartier déclare banqueroute, et tente de vendre les équipements de production, dont les bouilloires. La population se mobilise et met le siège devant l'usine, appuyés par le député péquiste Denis Perron. En 1993, la ville de Port-Cartier (maire : Anthony Detroio) rachète l'usine et les installations adjacentes, comme le quai, et se met à la recherche d'un nouvel opérateur.
En 1994, une deuxième relance de l'usine de pâte est tentée, avec la compagnie Uniforêt aux commandes.

### Port-Cartier auXXIesiècle
La guigne économique continua à s'acharner sur la ville de Port-Cartier dès le début du nouveau millénaire. En 2001, Uniforêt ferme temporairement ses installations de Port-Cartier, puis déclare faillite. Québec Cartier affronte des vents contraires : le prix du fer est faible. Les employés se voient imposés un lock-out. Les salaires seront abaissés en 2003 et en 2004, mais à la suite du raffermissement des cours du fer, seront rehaussés en 2005.
En 2004, l'usine de pâte et papier connaît sa troisième relance en moins de 20 ans : la scierie est louée pour 11 ans à Katahdin Pulp Quebec, une entreprise américaine dont le propriétaire majoritaire est Brascan Financial Corp. L'usine de papier est louée pour 11 ans à une entreprise américaine du Vermont. L'usine sera encore une fois fermée durant l'été 2006.
En 2005, la municipalité de Rivière-Pentecôte (ouest de Port-Cartier) est fusionnée à Port-Cartier, mais celle de Gallix (est de la ville) est fusionnée à Sept-Îles, même si celle-ci est située plus loin de Sept-Îles que de Port-Cartier.
D'autre part, la montée des prix du fer et de l'acier ont continué jusqu'à ce jour (2007), assurant la pérennité de l'usine de bouletage et des opérations du port.

## Démographie

### Population
| 1991  | 1996  | 2001  | 2006  | 2011  | 2016  | 2021  |
| ----- | ----- | ----- | ----- | ----- | ----- | ----- |
| 7 383 | 7 070 | 7 034 | 6 758 | 6 651 | 6 799 | 6 516 |

### Langues
En 2021, sur une population de 6 516 habitants, Port-Cartier comptait 79.3 % de francophones, 0,1 % d'innuphones (innu-aimun) et 0,2 % d'anglophones.

## Administration
Les élections municipales se font en bloc pour le maire et les six conseillers.
| Port-Cartier Maires depuis 2003                                                                                      |                 |                           |          |
| Élection | Maire           | Qualité                   | Résultat |
| 2003 | Antony Detroio  |                           | Voir     |
| 2005 | Antony Detroio  | Élection reportée en 2006 | Voir     |
| 2005 | Laurence Méthot |                           | Voir     |
| 2009 | Laurence Méthot | Voir                      |          |
| 2013 | Violaine Doyle  |                           | Voir     |
| 2017 | Alain Thibault  |                           | Voir     |
| 2021 | Alain Thibault  | Voir                      |          |
| Élection partielle en italique Depuis 2005, les élections sont simultanées dans toutes les municipalités québécoises |                 |                           |          |